# Daedongyeojido

Daedongyeojido

Daedongyeojido o Daedong yeojido (en alfabeto hangul: 대동여지도, en hanja: 大東輿地圖, lit. El Mapa del Gran Este) es un mapa premoderno hecho por el geógrafo de la dinastía Joseon Kim Jeong-ho, en una primera edición de 1861 y en una segunda de 1864. Es el mapa más antiguo que se conserva en Corea, dado que el mapa Kangnido (en hangul: 혼일강리역대국도지도) que es el más antiguo de Asia Oriental, se conserva en Japón, ya que fue llevado allí durante la guerra Imjin.
Describe muy detalladamente la topografía coreana y fue muy avanzado para su tiempo, por lo que es considerado el cenit de la cartografía coreana.

## Descripción

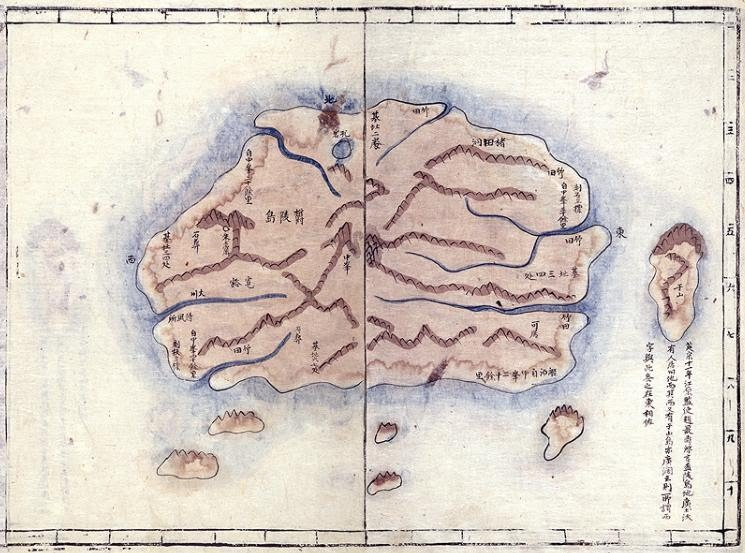
Daedongyeojido (1861) Ulleungdo y Usan

Consiste en veintidós cuadernillos plegables separados, cada uno de los cuales cartografía aproximadamente 47 km dirección norte-sur, por 31,5 km dirección este-oeste. Combinados, forman un mapa de 3,8 metros de largo por 6,7 metros de ancho, a escala 1:162.000. Se imprimió a partir de setenta xilografías de tilo, grabadas por ambos lados. Para facilitar la visualización continua, se eliminaron espacios en blanco de la parte exterior de cada lado del mapa. Las técnicas usadas para crearlo se han descrito como un híbrido de métodos coreanos y occidentales.
El mapa ha sido elogiado por sus delineaciones precisas de crestas montañosas, vías fluviales y rutas de transporte. También tiene marcas de asentamientos, incluidas aldeas, así como áreas y sitios administrativos y culturales notables, como oficinas gubernamentales pasadas y presentes y sitios militares, almacenes públicos, ranchos de caballos gubernamentales, montículos de balizas de fuego y tumbas reales. Contiene en total unos 11 000 topónimos.
Existen varias versiones del mapa, con algunas variaciones (como el número de cuadernillos, 21 o 22). Los ejemplares conservados, en Corea, Japón y Estados Unidos, son alrededor de treinta. Estaba acompañado de un prefacio que explicaba la metodología, una leyenda, estadísticas adicionales y un mapa independiente de la capital Hanyang (ahora Seúl). El Museo Nacional de Corea conserva además once placas de madera originales del mapa.

## Versión manuscrita precedente
Existe una versión manuscrita en color del Daedongyeojido realizada por el propio Kim Jeong-ho, anterior a la xilografía. Con respecto a esta, incluye 18 000 topónimos, es decir, 7000 más, que se eliminaron al grabarlo en madera por la dificultad de alcanzar tanto detalle con esta técnica. También se redujeron los símbolos de 26 a 22, y se simplificaron cursos de agua, cadenas montañosas y líneas de costa. El mapa manuscrito en color estaba en poder de un coleccionista privado japonés, que lo vendió a la coreana Fundación del Patrimonio Cultural en el Extranjero; en marzo de 2023 la Administración del Patrimonio Cultural lo presentó al público. Contiene 23 cuadernillos, de los cuales uno es el índice y los demás son mapas de unos 30 por 20 cm. Cuando está completamente desplegado, mide aproximadamente 6,7 por 4 m.